# Mezinárodní organizace turkické kultury
Mezinárodní organizace turkické kultury neboli TURKSOY je mezinárodní organizace se sídlem v Ankaře vyvíjející aktivity na posílení vztahů mezi státy, jejichž obyvatelé mluví některým z turkických jazyků.
Generálním tajemníkem TURKSOY je Sultan Raev, bývalý ministr kultury Kyrgyzstánu a bývalý zástupce generálního tajemníka Organizace turkických států.

## Název
TURKSOY byla původně založena jako Společná správa turkické kultury a umění (turecky: Türk Kültür ve Sanatlari Ortak Yönetimi) později přejmenované na Mezinárodní organizaci turkické kultury. Zkratka TURKSOY však zůstala stejná. 

## Historie
V roce 1992 na setkáních v Baku a Istanbulu ministři kultury Ázerbájdžánu, Kazachstánu, Kyrgyzstánu, Uzbekistánu, Turecka a Turkmenistánu deklarovali svůj závazek spolupracovat ve společném kulturním rámci.
TURKSOY byla formálně založena dohodou podepsanou dne 12. července 1993 v tehdejším hlavním městě Kazachstánu Almaty.
V roce 1996 byla navázána oficiální spolupráce mezi TURKSOY a UNESCO zahrnující vzájemné konzultace a vzájemné zastupování se.
Již od svého založení byla TURKSOY zastřešována Turkickou radou, dnes Organizace turkických států.

## Členové a pozorovatelé
TURKSOY má 6 zakládajících členských států:
- Ázerbájdžán
- Kazachstán
- Kyrgyzstán
- Turecko
- Turkmenistán
- Uzbekistán

TURKSOY má následujících 8 pozorovatelů:
- Altajská republika (součást Ruské federace)
- Baškortostánská republika (součást Ruské federace)
- Gagauzsko (součást Moldavska)
- Chakaská republika (součást Ruské federace)
- Severokyperská turecká republika
- Republika Sacha (součást Ruské federace)
- Tatarstánská republika (součást Ruské federace)
- Tuvinská republika (součást Ruské federace)

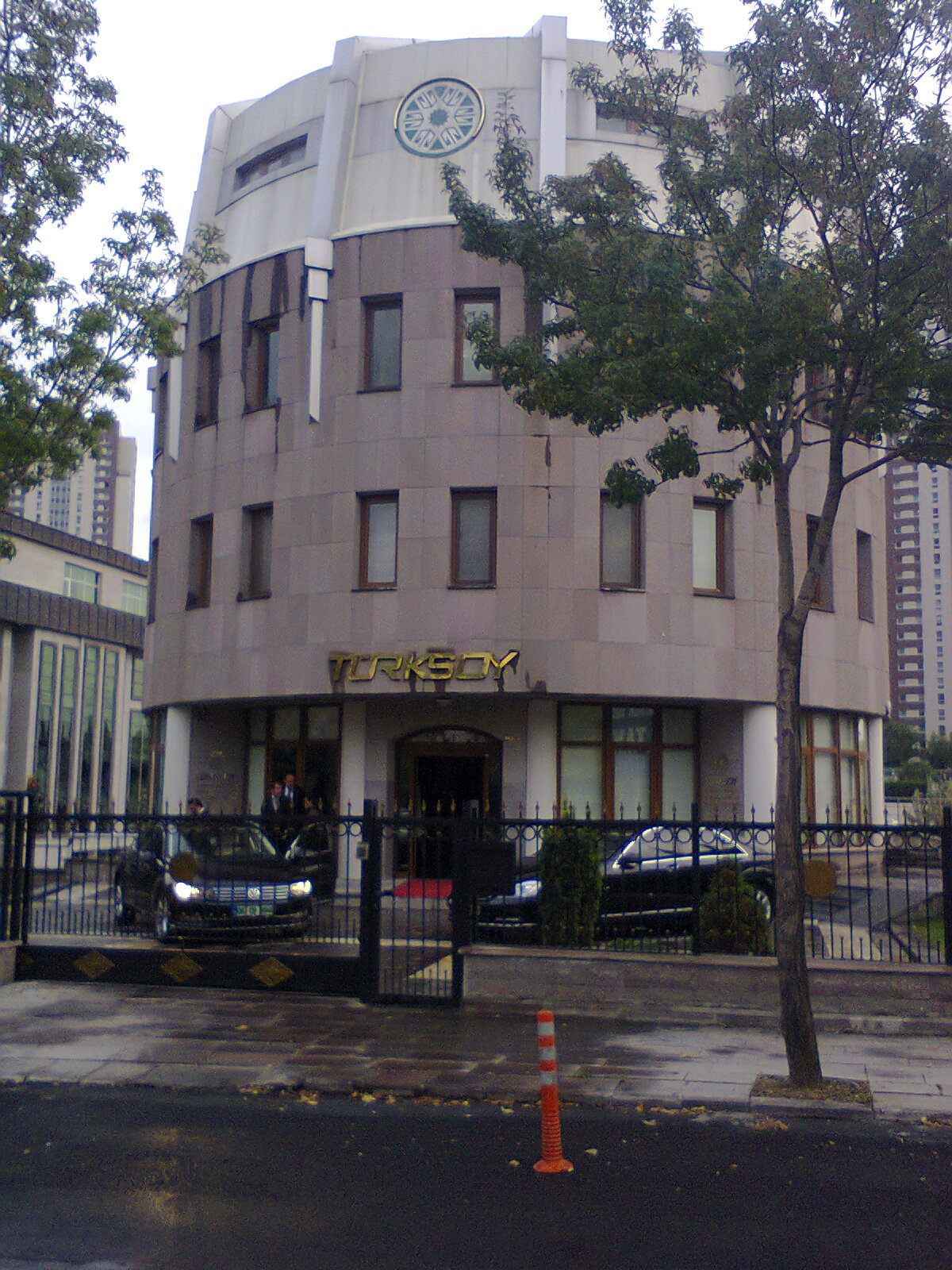
Sídlo TURKSOY v Ankaře

## Činnost
Od svého založení TURKSOY „provádí aktivity k posílení bratrských a solidárních vazeb mezi turkickými národy, předává společnou turkickou kulturu budoucím generacím a představuje ji světu“.
Mezi hlavní aktivity patří:
- setkání umělců, fotografů, malířů, operních pěvců, básníků, novinářů, divadelních, tanečních a hudebních souborů turkického světa,
- měsíčník vydávaný ve 3 jazycích,
- vydávání děl v různých turkických jazycích a dialektech,
- připomínání umělců, spisovatelů, básníků a učenců, kteří přispěli k rozvoji turkické kultury,
- konference a semináře na témata společné historie, jazyků, kultury a umění turkických národů
- koncerty a další kulturní akce konané v různých zemích.[5]

### Hlavní město kultury turkického světa
TURKSOY každý rok vybírá jedno město v turkickém světě, které se na rok stane hlavním městem kultury turkického světa. Vybrané město pak hostí řadu akcí na oslavu turkické kultury.
Hlavní města kultury turkického světa:
- 2012: Astana, Kazachstán
- 2013: Eskişehir, Turecko
- 2014: Kazaň, Tatarstán
- 2015: Merv, Turkmenistán
- 2016: Şəki, Ázerbájdžán [6]
- 2017: Turkistán, Kazachstán
- 2018: Kastamonu, Turecko [7]
- 2019: Oš, Kyrgyzstán
- 2020: Chiva, Uzbekistán [8]
- 2022: Bursa, Turecko [9]
- 2023: Šuša, Ázerbájdžán [10]
- 2024: Anau, Turkmenistán [11]

### Rok turkického velikána
Od roku 2010 si TURKSOY každý rok vybírá alespoň jednu osobnost turkické kultury, které věnuje své aktivity.
| Rok  | Osoba                             | Popis                                                                   |
| ---- | --------------------------------- | ----------------------------------------------------------------------- |
| 2010 | Zeki Velidi Togan                 | baškirský historik, 120. výročí narození                                |
| 2011 | Ğabdulla Tuqay                    | tatarský básník, 125. výročí narození                                   |
| 2012 | Nikolaj Katanov ( az )            | chakaský turkolog, 150. výročí jeho narození                            |
| 2012 | Mirza Fatali Akhundov             | azerský spisovatel, 200. výročí narození                                |
| 2013 | Mukan Tulebaev ( tr )             | kazašský hudebník, 100. výročí narození                                 |
| 2014 | Magtymguly Pyragy                 | turkmenský básník                                                       |
| 2014 | Toktogul Satylganov               | kyrgyzský básník                                                        |
| 2015 | Haldun Taner                      | turecký spisovatel, 100. výročí narození                                |
| 2015 | Semjon Kadyšev                    | chakaský spisovatel, 130. výročí jeho narození                          |
| 2016 | Yusuf Balasaguni                  | karachanidský filozof a básník, 1000. výročí narození                   |
| 2017 | Molla Panah Vagif                 | azerský básník, 300. výročí narození                                    |
| 2018 | Gara Garajev                      | azerský skladatel, 100. výročí narození                                 |
| 2018 | Magžan Žumabajev                  | kazašský básník, 125. výročí narození                                   |
| 2018 | Činghiz Ajtmatov                  | kyrgyzský spisovatel, 90. výročí narození                               |
| 2019 | Imadaddin Nasimi                  | azerský básník, 650. výročí narození                                    |
| 2019 | Âşık Veysel                       | turecký folkový zpěvák, 125. výročí narození                            |
| 2020 | Abai Qunanbaiuly                  | kazašský básník a intelektuál, 175. výročí narození                     |
| 2022 | Toktobolot Abdumomunov ( ru )     | kyrgyzský spisovatel, 100. výročí narození                              |
| 2022 | Fikret Amirov                     | azerský skladatel, 100. výročí narození                                 |
| 2022 | Süleyman Çelebi                   | turecký súfi, 600. výročí jeho smrti                                    |
| 2023 | Temirbek Jürgenov ( az )          | kazašský básník, 125. výročí narození                                   |
| 2023 | Baken Kydykeyeva                  | kyrgyzská herečka, 100. výročí narození                                 |
| 2023 | Mehmet Akif Ersoy                 | turecký básník, 150. výročí narození                                    |
| 2023 | Al-Biruni                         | perský vědec narozený v dnešním Uzbekistánu, 1050. výročí jeho narození |
| 2023 | İsmet Güney                       | severokyperský malíř, 100. výročí narození                              |
| 2024 | Magtymguly Pyragy (2. připomínka) | turkmenský básník a filozof, 300. výročí narození                       |

## Financování
TURKSOY je financována z příspěvků, které platí jednotlivé členské státy, místní samosprávy, univerzity a nevládní organizace. 

## Seznam generálních tajemníků
|   | Jméno               | Stát        | Ve funkci od    | Ve funkci do    |
| - | ------------------- | ----------- | --------------- | --------------- |
| 1 | Polad Bülbüloğlu    | Ázerbájdžán | 1994            | 2008            |
| 2 | Düsen Kaseinov (tr) | Kazachstán  | 29. května 2008 | 31. března 2022 |
| 3 | Sultan Raev (tr)    | Kyrgyzstán  | 31. března 2022 | dosud           |